# Oskar Fredriksen
Oskar Fredriksen   (Lunner, 9 de febrer de 1909 - 19 de juny de 1991) va ser un esquiador de fons noruec que va competir durant la dècada de 1930. En el seu palmarès destaca una medalla d'or al Campionat del Món d'esquí nòrdic de 1937.